# Michiel Rijsberman
M.A. (Michiel) Rijsberman (Heerjansdam, 16 december 1970) is een Nederlandse civiel ingenieur, D66-politicus en bestuurder.

## Opleiding en loopbaan
Rijsberman studeerde van 1989 tot 1995 civiele techniek aan de Technische Universiteit Delft (TU Delft) met een specialisatie in waterbeheer. Na zijn afstuderen was hij van 1995 tot 2000 consultant bij ingenieursbureaus Oranjewoud en DHV. Van 1998 tot 2003 was hij onderzoeker aan de TU Delft. Van 2000 tot 2013 was hij zelfstandig adviseur en interim-manager bij de gemeenten Almere, Urk, Lelystad en Haarlem. Van 2013 tot 2015 was hij senior beleidsadviseur bij het Hoogheemraadschap van Delfland.
Rijsberman is voorzitter van de raad van toezicht van Stichting Theater De Lieve Vrouw en Stichting Theatercafé De Lieve Vrouw in Amersfoort, lid van de raad van toezicht van Stichting Openbare Bibliotheek Almere, bestuurslid van Theatergezelschap BonteHond in Almere en voorzitter van de Stichting Certificering SNL.

## Politieke loopbaan
Van 2011 tot 2015 was Rijsberman namens D66 lid en fractievoorzitter van de Provinciale Staten van Flevoland. Hij was lijsttrekker van de Provinciale Statenverkiezingen van 2011 en 2015. Van 2015 tot 2023 was hij namens D66 lid van de Gedeputeerde Staten van Flevoland.
Vanaf 2019 had Rijsberman in zijn portefeuille Kunst en cultuur, Verhaal van Flevoland, Nationaal Park Nieuw Land, Europa en Lelystad Next Level. Daarnaast was hij de 6e loco-commissaris van de Koning en was hij lid van de Bestuurlijke adviescommissie Cultuur van het Interprovinciaal Overleg (IPO). Hij was voorzitter van de Nederlandse delegatie bij het Europees Comité van de Regio's.

## Persoonlijk
Rijsberman is getrouwd en heeft twee kinderen.